# 小机町
小机町（こづくえちょう）は、神奈川県横浜市港北区の町名。「丁目」のない単独行政地名。住居表示未実施区域。

## 地理
鶴見川南側の平地と丘陵地からなる。鶴見川遊水地を兼ねて造られた新横浜公園には横浜国際総合競技場などのスポーツ施設がある。小机駅西方に突き出した台地上には戦国時代に小机城があった（現在は小机城址市民の森として整備されている）。

### 字
| - 宮原 - 泉谷 - 伊勢原 - 宮之下 - 北根方 - 南根方 - 土井谷 - 道慶谷 - 打越 - 宿之前 - 城坂下 | - 堂之脇 - 下埜 - 中外埜 - 新田 - 上外埜 - 横堤下 - 大沼 - 下外埜 - 愛宕下 - 池土腐 - 下野 |

### 地価
住宅地の地価は、2025年（令和7年）1月1日の公示地価によると、小机町字打越1370-43の地点で21万円/m²となっている。

## 歴史
戦国時代に小机城が造られ、後に後北条氏によって使用された。初めは橘樹郡小机村といい、1889年町村制施行により他の大字と合併して、小机村大字小机となった。小机村は1902年に小机城に因んで城郷村に改称された。

### 沿革
- 1927年（昭和2年）4月1日 - 横浜市に編入され、小机町となった[7]。
- 1927年（昭和2年）10月1日 - 横浜市の区制施行により、神奈川区が設置され、横浜市神奈川区小机町となる[8]。
- 1939年（昭和14年）4月1日 - 港北区が新設され、横浜市港北区小机町となる[9]。
- 1969年（昭和44年）10月1日 - 行政区の再編成に伴い、横浜市港北区小机町となる[10]。
- 1977年（昭和52年）10月28日 - 一部を神奈川区菅田町に編入、緑区東本郷町との境界を変更する[11]。
- 1978年（昭和53年）3月4日 - 土地改良事業に伴い、鳥山町、緑区川向町との境界を変更する[12]。
- 1988年（昭和63年）7月25日 - 住居表示の実施に伴い、緑区東本郷町との境界を変更し、一部は緑区東本郷五丁目となる[12]。
- 1994年（平成6年）11月6日 - 行政区の再編成に伴い、横浜市港北区小机町となる[13]。
- 1996年（平成8年）3月18日 - 神奈川区菅田町との境界を変更する[14]。

## 世帯数と人口
2025年（令和7年）6月30日現在（横浜市発表）の世帯数と人口は以下の通りである。
| 町丁   | 世帯数    | 人口     |
| ------ | --------- | -------- |
| 小机町 | 6,486世帯 | 12,953人 |

### 人口の変遷
国勢調査による人口の推移。
| 年                 | 人口   |
| ------------------ | ------ |
| 1995年（平成7年）  | 11,245 |
| 2000年（平成12年） | 11,367 |
| 2005年（平成17年） | 12,006 |
| 2010年（平成22年） | 12,586 |
| 2015年（平成27年） | 12,573 |
| 2020年（令和2年）  | 12,826 |

### 世帯数の変遷
国勢調査による世帯数の推移。
| 年                 | 世帯数 |
| ------------------ | ------ |
| 1995年（平成7年）  | 4,406  |
| 2000年（平成12年） | 4,569  |
| 2005年（平成17年） | 4,972  |
| 2010年（平成22年） | 5,475  |
| 2015年（平成27年） | 5,683  |
| 2020年（令和2年）  | 6,164  |

## 学区
市立小・中学校に通う場合、学区は以下の通りとなる（2024年11月時点）。
| 番・番地等                                                        | 小学校               | 中学校             |
| ----------------------------------------------------------------- | -------------------- | ------------------ |
| 1番地〜264番地の12 261番地の15〜264番地の17 264番地の25〜3572番地 | 横浜市立小机小学校   | 横浜市立城郷中学校 |
| 261番地の13・14 264番地の18〜24                                   | 横浜市立東本郷小学校 | 横浜市立城郷中学校 |

## 事業所
2021年（令和3年）現在の経済センサス調査による事業所数と従業員数は以下の通りである。
| 町丁   | 事業所数  | 従業員数 |
| ------ | --------- | -------- |
| 小机町 | 359事業所 | 4,027人  |

### 事業者数の変遷
経済センサスによる事業所数の推移。
| 年                 | 事業者数 |
| ------------------ | -------- |
| 2016年（平成28年） | 372      |
| 2021年（令和3年）  | 359      |

### 従業員数の変遷
経済センサスによる従業員数の推移。
| 年                 | 従業員数 |
| ------------------ | -------- |
| 2016年（平成28年） | 3,903    |
| 2021年（令和3年）  | 4,027    |

## 交通

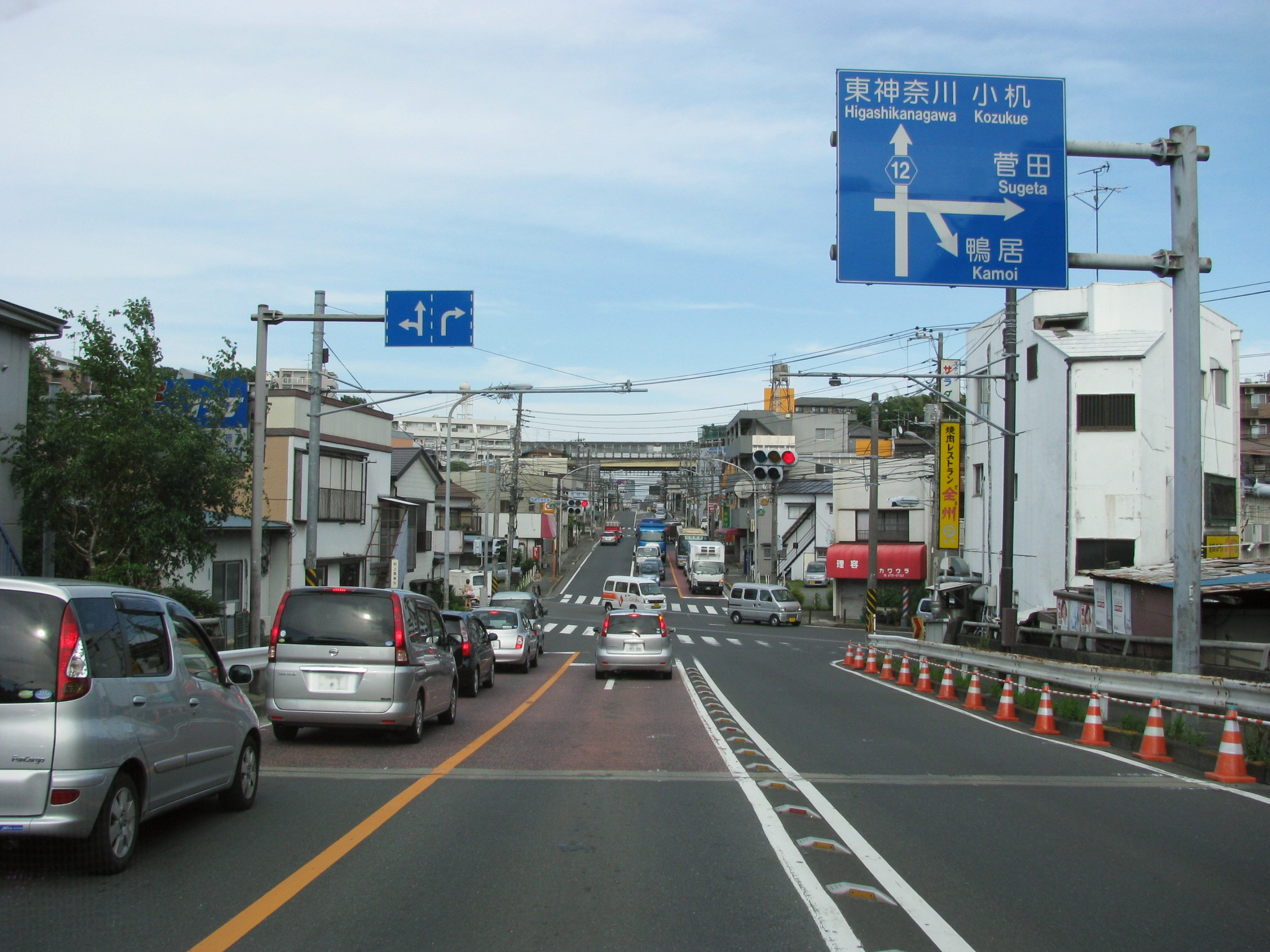
小机町西部の横浜上麻生線沿いの街並(泉谷寺交差点)

横浜線小机駅がある。主要な道路としては、横浜線に沿って神奈川県道12号横浜上麻生線、また北部には横浜市道新横浜元石川線が通る。

## 施設

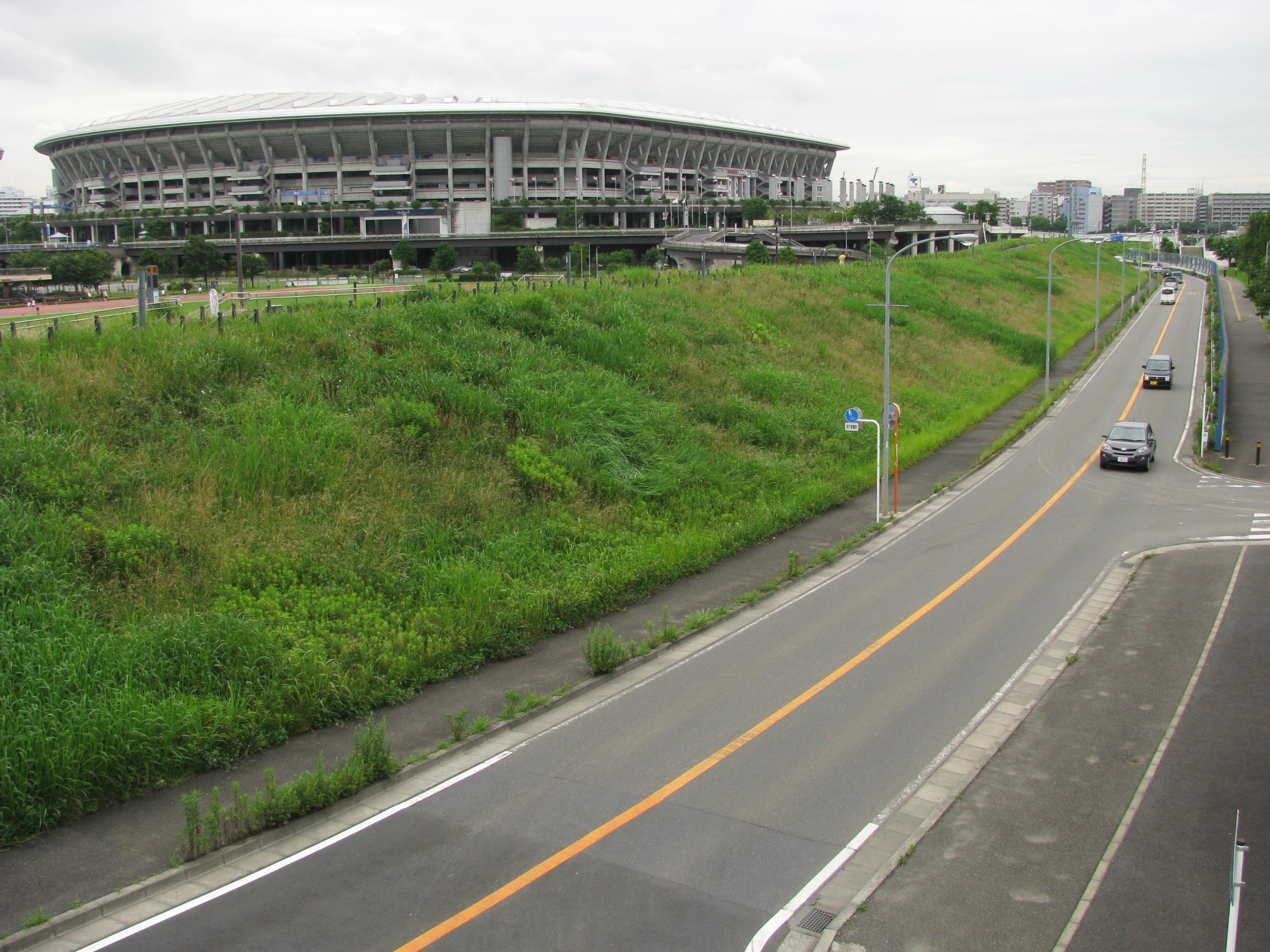
横浜国際総合競技場

- 新横浜公園 - 横浜国際総合競技場等のスポーツ施設を含む。
- 横浜労災病院 - 新横浜公園に隣接
- 横浜市立城郷中学校
- 横浜市立小机小学校
- 港北警察署 小机交番
- 横浜小机町郵便局[24]
- 雲松院
- 泉谷寺
- 本法寺
- 住吉神社

## その他

### 日本郵便
- 郵便番号 : 222-0036[3]（集配局：港北郵便局[25]）

### 警察
町内の警察の管轄区域は以下の通りである。
| 番・番地等 | 警察署     | 交番・駐在所 |
| ---------- | ---------- | ------------ |
| 全域       | 港北警察署 | 小机交番     |